# Ludovic Orban
Ludovic Orban (Brașov, 25 de maio de 1963) é um engenheiro e político romeno, que foi primeiro-ministro da Romênia de 4 de novembro de 2019 a 7 de dezembro de 2020. Líder do Partido Nacional Liberal (PNL) desde 2017, foi Ministro dos Transportes de abril de 2007 a dezembro de 2008 no segundo gabinete de Călin Popescu-Tăriceanu. Também foi membro da Câmara dos Deputados da Romênia por Bucareste de 2008 a 2016. É descendente de húngaros.